# Jaheim

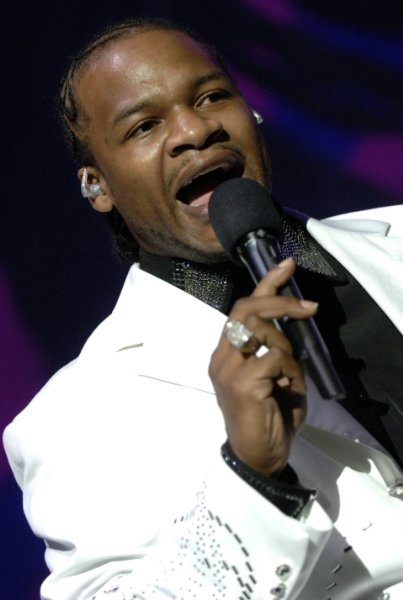
Jaheim Hoagland (2006)

Jaheim Hoagland (* 26. Mai 1978 in New Brunswick, New Jersey) ist ein US-amerikanischer R&B-Sänger.

## Leben & Karriere
Jaheim Hoagland hat eine bewegte Ghetto-Jugend in New Jersey hinter sich. Da sein Vater sehr früh starb, musste seine Mutter ihn und seine beiden jüngeren Brüder alleine großziehen. Als Jugendlicher kam er wie so viele auf die schiefe Bahn, schloss sich einer Gang an und landete mit 16 wegen Drogenbesitz im Gefängnis. Kurz nach seiner Entlassung starb dann auch noch seine Mutter und er blieb als Familienältester in der Verantwortung.
Sein Großvater hatte zu seiner Zeit schon mit den Drifters und anderen Gruppen gesungen und das Familientalent und das Vorbild nahm Jaheim zum Anlass, eine Gesangskarriere anzustreben. Er nahm an verschiedenen Wettbewerben teil, wo er auch mehrmals gewann, und konnte schließlich einen Plattenvertrag erlangen. Kay Gee von Naughty by Nature nahm ihn bei seinem Label Divine Mill auf und förderte ihn.
Seine erste Single Could It Be wurde 2000 ein großer Erfolg. In den R&B-Charts erreichte er Platz 2 und auch in den offiziellen Charts kam er auf Anhieb unter die Top 40. Das Album Ghetto Love kam daraufhin sogar unter die Top 10 der Hot 200 und hat sich inzwischen über 2 Millionen Mal verkauft. Zwei weitere Singles, Anything und Just in Case, konnten ebenfalls an den Erfolg der Debütsingle anknüpfen.
Bereits ein knappes Jahr später folgte das zweite Album Still Ghetto, erneut ein Platin-Album und ähnlich erfolgreich wie sein Vorgänger. Mit Fabulous und Put That Woman First enthielt es seine R&B-Top-10-Singles Nummer 3 und 4 und der letztgenannte Song war auf Platz 20 auch seine bislang erfolgreichste Solosingle in den Billboard Hot 100.
2004 hatte Jaheim seinen größten Single-Erfolg als Featuring-Artist bei dem Song My Place des Rappers Nelly. Zusammen hatten sie einen internationalen Hit, der Platz 1 in Großbritannien und die Top 10 unter anderem in den USA, der Schweiz und Deutschland erreichte.
Bis zum dritten Album seiner Ghetto-Trilogie verging einige Zeit. Zwischenzeitlich hatte er auch Probleme mit der Polizei bekommen, als bei einer Verkehrskontrolle bei ihm und seinen beiden Mitfahrern Marijuana gefunden wurde und er bei der folgenden Verhaftung Widerstand leistete.
Als Ghetto Classics schließlich im Februar 2006 erschien, setzte es sich sofort an die Spitze der Album-Charts. Allerdings ließ das Interesse an dem Album schnell nach und insgesamt verkaufte es sich nicht halb so gut wie jeder seiner Vorgänger. Auch die beiden Single-Auskopplungen konnten sich nur in den R&B-Charts und nicht in den Hot 100 platzieren. Ende 2007 erschien Jaheims viertes Album The Makings of a Man, das im Erfolg etwa auf dem Niveau von Ghetto Classics lag. Der Sänger konnte bislang mit allen vier Veröffentlichungen unter die Top 3 der R&B-Albumcharts kommen.
Im April 2010 wurde Jaheim wegen Ordnungswidrigkeiten im Straßenverkehr sowie dem Besitz von Marihuana verhaftet.

## Diskografie

### Studioalben
| Jahr | Titel Musiklabel                     | Höchstplatzierung, Gesamtwochen, AuszeichnungChartplatzierungen (Jahr, Titel, Musiklabel, Platzierungen, Wochen, Auszeichnungen, Anmerkungen) | Höchstplatzierung, Gesamtwochen, AuszeichnungChartplatzierungen (Jahr, Titel, Musiklabel, Platzierungen, Wochen, Auszeichnungen, Anmerkungen) | Höchstplatzierung, Gesamtwochen, AuszeichnungChartplatzierungen (Jahr, Titel, Musiklabel, Platzierungen, Wochen, Auszeichnungen, Anmerkungen) | Höchstplatzierung, Gesamtwochen, AuszeichnungChartplatzierungen (Jahr, Titel, Musiklabel, Platzierungen, Wochen, Auszeichnungen, Anmerkungen) | Anmerkungen                                                                                             |
| Jahr | Titel Musiklabel                     | DE | UK | US | R&B | Anmerkungen                                                                                             |
| ---- | ------------------------------------ | --- | --- | --- | --- | --- |
| 2001 | Ghetto Love Warner Bros. 47452       | DE100 (1 Wo.)DE | UK50 Silber · (2 Wo.)UK | US9 Platin · (68 Wo.)US | R&B2 (99 Wo.)R&B | Erstveröffentlichung: 13. März 2001 Executive Producer: Denise Brown, Kay Gee, Phil Q., Shakim          |
| 2002 | Still Ghetto Warner Bros. 48481      | — | UK80 (1 Wo.)UK | US8 Platin · (41 Wo.)US | R&B3 (78 Wo.)R&B | Erstveröffentlichung: 5. November 2002 Executive Producer: Kay Gee                                      |
| 2006 | Ghetto Classics Warner Bros. 48802   | — | — | US1 Gold · (14 Wo.)US | R&B1 (31 Wo.)R&B | Erstveröffentlichung: 13. Februar 2006 Executive Producer: Pookie Gist, Jaheim Hoagland                 |
| 2007 | The Makings of a Man Atlantic 377532 | — | — | US11 Gold · (26 Wo.)US | R&B3 (66 Wo.)R&B | Erstveröffentlichung: 18. Dezember 2007 Executive Producer: Jaheim Hoagland                             |
| 2010 | Another Round Atlantic 522783        | — | — | US3 (28 Wo.)US | R&B2 (43 Wo.)R&B | Erstveröffentlichung: 9. Februar 2010 Executive Producer: Jaheim Hoagland                               |
| 2013 | Appreciation Day Atlantic 530447     | — | — | US6 (9 Wo.)US | R&B3 (27 Wo.)R&B | Erstveröffentlichung: 3. September 2013 Executive Producer: Jaheim Hoagland, Kier Gist, Balewa Muhammad |
| 2016 | Struggle Love BMG 538161452          | — | — | US24 (3 Wo.)US | R&B2 (17 Wo.)R&B | Erstveröffentlichung: 18. März 2016 Executive Producer: Jaheim Hoagland, Balewa Muhammad                |

### Kompilationen
| Jahr | Titel Musiklabel                          | Höchstplatzierung, Gesamtwochen, AuszeichnungChartplatzierungen (Jahr, Titel, Musiklabel, Platzierungen, Wochen, Auszeichnungen, Anmerkungen) | Höchstplatzierung, Gesamtwochen, AuszeichnungChartplatzierungen (Jahr, Titel, Musiklabel, Platzierungen, Wochen, Auszeichnungen, Anmerkungen) | Anmerkungen                                                                          |
| Jahr | Titel Musiklabel                          | US | R&B | Anmerkungen                                                                          |
| ---- | ----------------------------------------- | --- | --- | ------------------------------------------------------------------------------------ |
| 2008 | Classic Jaheim Vol. 1 Warner Bros. 516814 | US168 (1 Wo.)US | R&B18 (19 Wo.)R&B | Erstveröffentlichung: 25. November 2008 Produzenten: Kay Gee, Bink!, No I.D., Xtreme |

### Singles
| Jahr | Titel Album                                                      | Höchstplatzierung, Gesamtwochen, AuszeichnungChartplatzierungen (Jahr, Titel, Album, Platzierungen, Wochen, Auszeichnungen, Anmerkungen) | Höchstplatzierung, Gesamtwochen, AuszeichnungChartplatzierungen (Jahr, Titel, Album, Platzierungen, Wochen, Auszeichnungen, Anmerkungen) | Höchstplatzierung, Gesamtwochen, AuszeichnungChartplatzierungen (Jahr, Titel, Album, Platzierungen, Wochen, Auszeichnungen, Anmerkungen) | Höchstplatzierung, Gesamtwochen, AuszeichnungChartplatzierungen (Jahr, Titel, Album, Platzierungen, Wochen, Auszeichnungen, Anmerkungen) | Höchstplatzierung, Gesamtwochen, AuszeichnungChartplatzierungen (Jahr, Titel, Album, Platzierungen, Wochen, Auszeichnungen, Anmerkungen) | Höchstplatzierung, Gesamtwochen, AuszeichnungChartplatzierungen (Jahr, Titel, Album, Platzierungen, Wochen, Auszeichnungen, Anmerkungen) | Anmerkungen |
| Jahr | Titel Album                                                      | DE | AT | CH | UK | US | R&B | Anmerkungen |
| ---- | ---------------------------------------------------------------- | --- | --- | --- | --- | --- | --- | --- |
| 2000 | Could It Be Ghetto Love                                          | — | — | — | UK33 (3 Wo.)UK | US26 (20 Wo.)US | R&B2 (29 Wo.)R&B | Erstveröffentlichung: 21. November 2000 |
| 2001 | Just in Case Ghetto Love                                         | — | — | — | UK34 Silber · (6 Wo.)UK | US52 (20 Wo.)US | R&B15 (32 Wo.)R&B | Erstveröffentlichung: 19. Juni 2001 |
| 2002 | Anything Ghetto Love                                             | — | — | — | — | US28 (20 Wo.)US | R&B6 (49 Wo.)R&B | Erstveröffentlichung: 16. April 2002 feat. Next |
| 2002 | Fabulous Still Ghetto                                            | — | — | — | UK41 (2 Wo.)UK | US28 (20 Wo.)US | R&B6 (49 Wo.)R&B | Erstveröffentlichung: 15. Oktober 2002 feat. Tha’ Rayne inkl. Samples aus Wake Up Everybody von Harold Melvin and the Blue Notes, 1975 |
| 2003 | Put That Woman First Still Ghetto                                | — | — | — | — | US20 (20 Wo.)US | R&B5 (35 Wo.)R&B | Erstveröffentlichung: 9. Februar 2003 inkl. Samples aus I Forgot to Be Your Lover von William Bell, 1968 |
| 2003 | Backtight Still Ghetto                                           | — | — | — | — | — | R&B51 (20 Wo.)R&B | Erstveröffentlichung: 20. April 2003 inkl. Samples aus Somebody Told Me von Teddy Pendergrass, 1977 |
| 2003 | Diamond in da Ruff Still Ghetto                                  | — | — | — | — | — | R&B64 (20 Wo.)R&B | Erstveröffentlichung: 15. September 2003 inkl. Samples aus My Love Won’t Stop at Nothing von The Fantastic Four, 1975 |
| 2004 | My Place Suit                                                    | DE8 (12 Wo.)DE | AT20 (12 Wo.)AT | CH5 (24 Wo.)CH | UK1 Silber · (13 Wo.)UK | US4 Gold · (20 Wo.)US | R&B4 (27 Wo.)R&B | Erstveröffentlichung: 23. August 2004 Nelly feat. Jaheim Autoren: Dorian Moore, Gamble und Huff, Randy Edelman, Nelly, El DeBarge, Mark DeBarge, William DeBarge inkl. Samples aus I Like It von DeBarge, 1982, Come Go with Me von Teddy Pendergrass, 1979, und Isn’t It a Shame von LaBelle, 1976 |
| 2005 | Everytime I Think About Her Ghetto Classics                      | — | — | — | — | — | R&B38 (20 Wo.)R&B | Erstveröffentlichung: 2005 feat. Jadakiss inkl. Samples aus The Sly, Slick, and the Wicked von The Lost Generation, 19707 |
| 2006 | The Chosen One Ghetto Classics                                   | — | — | — | — | — | R&B58 (20 Wo.)R&B | Erstveröffentlichung: 2006 inkl. Samples aus I Choose You von Willie Hutch, 1973 |
| 2007 | Struggle No More Tyler Perry’s Daddy’s Little Girls (Soundtrack) | — | — | — | — | — | R&B32 (20 Wo.)R&B | Erstveröffentlichung: 12. Februar 2007 mit Anthony Hamilton und Musiq Soulchild vom Soundtrack des Films Daddy’s Little Girls |
| 2007 | Never The Makings of a Man                                       | — | — | — | — | US76 (17 Wo.)US | R&B12 (51 Wo.)R&B | Erstveröffentlichung: 2007 |
| 2008 | I’ve Changed The Makings of a Man                                | — | — | — | — | — | R&B35 (25 Wo.)R&B | Erstveröffentlichung: 1. Februar 2008 feat. Keyshia Cole |
| 2008 | Have You Ever The Makings of a Man                               | — | — | — | — | — | R&B65 (4 Wo.)R&B | Erstveröffentlichung: 6. Februar 2008 |
| 2009 | Ain’t Leavin Without You Another Round                           | — | — | — | — | US93 (4 Wo.)US | R&B12 (49 Wo.)R&B | Erstveröffentlichung: 23. Oktober 2009 |
| 2010 | Finding My Way Back Another Round                                | — | — | — | — | US95 (1 Wo.)US | R&B12 (35 Wo.)R&B | Erstveröffentlichung: 22. Januar 2010 |
| 2011 | Stay Together Pieces of Me                                       | — | — | — | — | — | R&B23 (40 Wo.)R&B | Erstveröffentlichung: 2011 Ledisi feat. Jaheim Autoren: Ledisi Young, Rex Rideout |

Weitere Singles
- 2002: Anything For You
- 2015: Back In My Arms
- 2016: Struggle Love